# قبب بنية
قبب بنية أو الفراجلة كما تعرف محليّاً، قرية سوريّة تتبع إداريّاً لمحافظة حلب منطقة منبج ناحية مركز منبج، بلغ تعداد سكانها 1,197 نسمة حسب التعداد السكاني لعام 2004.